# Пульса де-нура
Пу́льса де-ну́ра, правильней во мн. числе Пульсе́й де-ну́ра (арам. פולסא דנורא, «удар огня»; слово «пульса», как и русское «пульс» (удары сердца), заимствовано из латыни) — образное выражение в талмудической литературе, означающее «болезненное наказание на уровне нефизического, сущностного мира».

## «Пульсей де-нура» в талмудической и каббалистической литературе
Метафизика иудаизма последовательно использует понятие «свет» для описания явного присутствия Бога, Его атрибутов (справедливость, истина, гармония) или Его эманаций, духовных сущностей (ангелы, духи, души). Свет рассеянный — праведнику (псалом 97), Народ, идущий во тьме, увидел великий свет (Исайя 9). Отсюда следуют метафизические понятия «тьма» — «невидимое, пугающее или непонятное для человека проявление Бога» (ведь тьмой (окажется) День (суда) Единого, а не светом! — Амос 5) и «огонь» — «невыносимое, сверхчеловечески сильное или болезненное присутствие Бога» (ибо Единый, Бог твой — огонь пожирающий он, Бог ревностный — Втор. 4:24; а выглядело достоинство Единого как огонь пожирающий — Исх. 24:17).
Мидраш (поэтическое толкование основ иудаизма, ок. IV в. н. э.) использует понятие «огонь, пожирающий (всякий другой) огонь» (ивр. אש אוכלה אש‎, эш охла эш) для описания абсолютного, невыносимого для всего материального, очищения духовной сущности: Пришёл Моше к реке, состоящей из огня, пожирающего огонь, в которую окунаются ангелы, прежде чем предстать перед Всевышним, Благословен Он (Псикта Раббати 20). В том же мидраше (духовный) свет Творца защищает Моше от (духовного) огня ангелов. Таким образом, соотношение метафор сохраняется: свет защищает, огонь поражает.
Ранняя каббалистическая литература — сборники Хейхалот (2 в. н. э. и далее) — также используют «огонь, пожирающий (всякий другой) огонь» как метафору для уровня духовности, невыносимого для материи и недостатков смертного тела: Ханох (Енох), прежде чем стать ангелом-секретарём (метатро́ном) Творца, видит несметное воинство духовного мира, состоящее из огня, пожирающего огонь.
Средневековая литургия (пиюти́м) называет самого Творца «огнём, пожирающим огонь».
Следуя традиции антропоморфизма (говорит Тора на языке людей — Брахот 31б), мудрецы Талмуда часто описывают Творца Вселенной как царя, а его духовные создания — ангелов — как министров и царедворцев. Подобно царедворцам того времени, ангелы часто приговариваются к «телесным» наказаниям, которые описываются как порка «огненными розгами» — пульсей де-нура. Разумеется, традиция понимает такое описание иносказательно, как попытка передать человеческим языком непередаваемое.
В рассказах мудрецов такому наказанию подвергаются уже упоминавшийся метатрон Ханох, архангел Гавриэль (Гавриил) и даже пророк Элиягу (Илья).
В риторике мудрецов этот оборот используется также и в отношении людей, для описания духовного гнева или порицания: «был бы здесь Леви — побил бы он тебя огненными розгами!», говорит р. Хуна своему коллеге (Бава Мециа 47а). Здесь Пульсей де-нура — не ритуал, а выражение.
Книга «Зо́ар» — каббалистический комментарий к Торе — даёт следующее пояснение к словам «и перед святилищем Моим трепещите» (Лев. 19:30 и 26:2): «силой этого трепета дано разрешение огненной розге (пульса де-нура) хлестать тех грешников, которые не соблюдают заповеди Торы».
Устоявшееся выражение «огненные розги» применяли к людям и в средние века. Один из крупнейших каббалистов Прованса, РаАБАД (р. Авраам бен Давид; современный термин «каббала» изобретён его сыном, р. Ицхаком Слепым) — говорит о своём оппоненте Маймониде): «если бы (мудрецы древности) были живы, они высекли бы его огненными розгами».
Следует подчеркнуть, что во всех упомянутых источниках это выражение не ассоциируется с проклятием или с каким-либо земным действием.

## Обряды отлучения и проклятия
Еврейской традиции знакомо явление «проклятия праведника». В Библии (II Цар. 2:24) пророк Элиша (Елисей) «проклял именем Всевышнего» подростков, насмехавшихся над ним, и они немедленно были разорваны медведями. Талмуд (Моэд Катан 16б) приписывает Богу слова: «Я правлю людьми, а кто правит Мной? Праведник! Ведь Я принимаю решение, а тот его отменяет». Мидраш (Танхума Вайера гл. 19) говорит: «праведники соблюдают предписания Всевышнего, а Всевышний претворяет в жизнь их решения».
Об одном из первых каббалистов, р. Шимъоне бар-Йохай (II в. н. э.), рассказывают (Талмуд, Шаббат 34а), что, выйдя из пещеры, где скрывался от римлян, он отыскал доносчика, который предал его, и обратил его взглядом в груду костей.
С развитием «практической каббалы» в конце средневековья появляются упоминания и описания мистических молитвенных обрядов, призванных обрушить на провинившегося человека гнев небесного суда. В соответствии с базисными монотеистическими представлениями, этот обряд не «управляет» Божьим гневом, а представляет собой как бы апелляцию в суд Божественной справедливости. Информация о способе проведения такого обряда не разглашается, и каббалист, если он решает провести его, делает это по собственному разумению и под свою ответственность. Традиция подчёркивает, что человек, призывающий на другого гнев суда, попадает и сам под его пристальное внимание, и, если «жертва» невиновна, наказание падает на призвавшего.
Естественным образом эти обряды сближаются с понятием херем — отлучение от религиозной общины, известное с библейских времён и засвидетельствованное в талмудическую эпоху. Херем был не средством призвать на отлучённого небесный (или земной) гнев, а чисто земной констатацией коренного несоответствия человека данной общине. В разные времена херему на идеологической основе подвергались выдающиеся еврейские философы, от рабби Элиэзера, сына Гиркана (1-й век) до Баруха (Бенедикта) Спинозы (XVII век).
В XVII - XIX  вв, преимущественно в хасидских кругах, укореняется понятие кфида — «гнев праведника». Человек, которого поразила кфида, обязан извиниться перед праведником, иначе его постигнут беды.
К началу двадцатого века совмещения кфиды и херема окончательно получило название пульса де-нура.

## «Пульса де-нура» в наши дни
Предполагается, что раввин Хафец Хаим делал «Пульса де-нура» Троцкому. Однако это спорно, потому что обряд должен подействовать в течение года, но Хафец Хаим скончался в 1933 году, а Троцкого убили в 1940-м.
Евреи-ультраортодоксы были разгневаны публикациями в газете, основанной «отцом современного иврита» Элиэзером Бен-Йехудой, за что прокляли лингвиста.
37-летний архитектор Эяль Рагонис, бывший спецназовец, скончался от сердечного приступа через две недели после проведения против него «пульса де-нура». Обряд был проведён, так как Рагонис спроектировал и построил элитный комплекс на месте, где предположительно могло находиться древнее еврейское кладбище.
В 2010 году археолог Эхуд Нецер, нашедший могилу царя Ирода, был предупреждён раввинами о недопустимости вскрытия древней  могилы, или будет проклят. Вскоре после вскрытия могилы, Нецер, стоя на вершине холма Иродион и общаясь с коллегами, опёрся о деревянный парапет. Вылетели крепления, перила отвалились, и Нецер разбился, упав с высоты.
В своих интервью раввин Йосеф Даян, а также публицист и общественный деятель Авигдор Эскин указывают на своё участие в проклятии «пульса де-нура» в отношении премьер-министров Израиля Ицхака Рабина и Ариэля Шарона в 1995 и 2005 годах соответственно. Сам Эскин отрицает участие в обряде против Шарона, но подтверждает, что именно он организовал «пульса де-нура» в отношении Рабина. Рабин через месяц после проклятия был убит, а Шарон меньше чем через полгода впал в кому и не выходя из неё умер в 2014 году.